# Lachy (rejon miński)
Lachy (biał. Ляхі, ros. Ляхи) – wieś na Białorusi, w obwodzie mińskim, w rejonie mińskim, w sielsowiecie Horanie.
Miejscowość pojawia się na kartach powieści Sergiusza Piaseckiego Kochanek Wielkiej Niedźwiedzicy jako jedna z wsi, z której pochodzili chłopi polujący na przemytników.